# Чапаевский (Пугачёвский район)
Чапа́евский — посёлок в Пугачёвском районе Саратовской области. Входит в состав Давыдовского муниципального образования. Основан в 1930 году.

## География
Посёлок находится на расстоянии примерно 27 км (по прямой) к юго-востоку от города Пугачёв, административного центра района. 

## Население
| 2002 | 2010 |
| ---- | ---- |
| 565  | ↘448 |

### Национальный состав
Согласно результатам переписи 2002 года, в национальной структуре населения русские составляли 85 % из 565 чел.